# Bettina Plank
Bettina Plank (n. 24 februarie 1992, Feldkirch, Vorarlberg, Austria) este o sportivă ce a reprezentat Austria, medaliată olimpică. A participat la o ediție a Jocurilor Olimpice (2020) în care a câștigat o medalie de bronz.